# دويتشه بان
دويتشه بان (بالألمانية: Deutsche Bahn)، وغالبا ما يشار إليها بالاختصار دي بي DB هي شركة نقل ألمانية مقرها برلين. نشأت الشركة عام 1994 بعد اندماج شركتي سكك الحديد في كل من الغرب والشرق الألمانيين. تُعرف الشركة نفسها بأنها ثاني أكبر شركة نقل في العالم بعد شركة البريد الألمانية Deutsche Post. دويتشة بان هي شركة مملوكة للدولة وهي أكبر شركة سكك حديدية من حيث النقل والبنية التحتية في ألمانيا.
يتبع الشركة أكثر من 500 شركة صغرى أشهرها شركات نقل الأفراد والبضائع والبنية التحتية للسكك الحديدية. هذه الشركات توزع على ثلاث قطاعات هي (1) نقل الأفراد ومنه شركة دي بي ريجيو DB Regio وهي للنقل المحلي داخل المقاطعات الألمانية بالإضافة لشركة دي بي فيرن فيركيهر DB Fernverkehr وهي شركة نقل الأفراد التي يمتد نشاطها عبر أوروبا. (2) شركة نقل البضائع والمعروفة دي بي شينكر ريل DB Schenker Rail وهي لنقل البضائع عبر السكك الحديدية وتعمل أيضاً داخل عدة دول أوروبية. يُضاف إلى هذا القطاع شركة دي بي شينكر لوجستيكس DB Schenker Logistics وهي متخصصة في نقل البضائع براً وبحراً وجواً وتعمل على مستوى العالم. (3) القطاع الثالث وهو المتخصص في إدارة البنية التحتية للسكك الحديدية في ألمانيا وتديره شركة دي بي نيتزي DB Netze.
مقر الشركة كان في مدينة فرانكفورت بولاية هيسين الألمانية وفي عام 2000 انتقل المقر إلى برلين في برج زجاجي شهير يُسمى Bahntower يقع في ساحة بوتسدام. ورغم ذلك فقد بقيت بعض الإدارات تعمل في مدينة فرانكفورت.
رأس مال الشركة يبلغ 2.15 مليار يورو موزعة على 430 مليون سهم تملك جميعها حكومة ألمانيا الاتحادية.

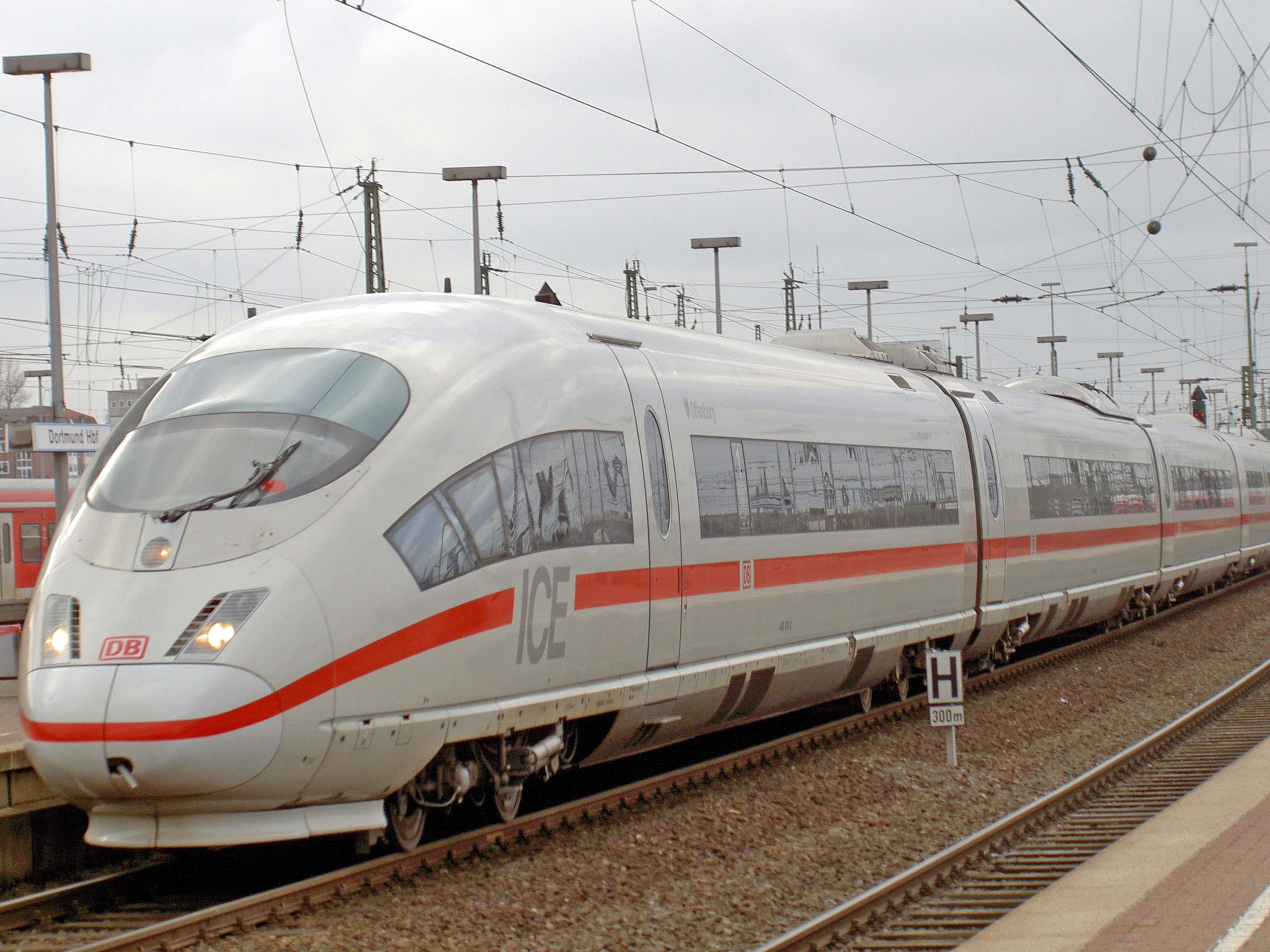
إنتر سيتي إكسبريس أ

## معرض صور
